# 16.ª Calle Suroeste
La 16.ª Calle Suroeste es una vía secundaria del suroeste de la ciudad de Managua, Nicaragua. Conecta diversos barrios residenciales desde Bolonia hasta Llamas de Bosque, atravesando zonas intermedias de valor residencial y educativo.

## Trazado
La calle comienza en el barrio de Bolonia desde su intersección con la 11.ª Avenida Suroeste, y se extiende hacia el oeste. Cruza vías arteriales como la 12.ª Avenida Suroeste y la 27.ª Avenida Suroeste, culminando en la 36.ª Avenida Suroeste en el barrio Llamas del Bosque.

## Intersecciones principales
- 11.ª Avenida Suroeste – Inicio en zona residencial céntrica
- 12.ª Avenida Suroeste – Conexión con vías hacia el centro histórico
- 27.ª Avenida Suroeste – Arteria de acceso a múltiples barrios
- 36.ª Avenida Suroeste – Extremo occidental en Llamas de Bosque

## Barrios que atraviesa
- Bolonia
- Loma Linda
- Llamas del Bosque

## Coordenadas
12°8′03″N 86°17′45″O / 12.13417, -86.29583